# Yahaya Muhammad
Yahaya Muhammad (* 5. března 2005) je nigerijský fotbalový obránce, hostující v Jelgavě.

## Klubová kariéra
Muhammad přišel do Česka v březnu 2023, kdy ho podepsala brněnská Líšeň. Jarní část sezony 2023/24 strávil v mládežnických kategoriích Slovácka, zahrál si i v jednom zápase třetiligové rezervy.

### MFK Karviná
Dne 18. července 2024 přestoupil do Karviné. Na podzim hrál v béčku, kde se mu v zápase proti Hlubině podařilo vstřelit branku.

### FS Jelgava (hostování)
Na hostování do konce kalendářního roku odešel v březnu 2025. Debut v nejvyšší lotyšské soutěži v dresu Jelgavy zaznamenal dne 15. března 2025 proti Rize, odehrál celé utkání.